# Nekhen

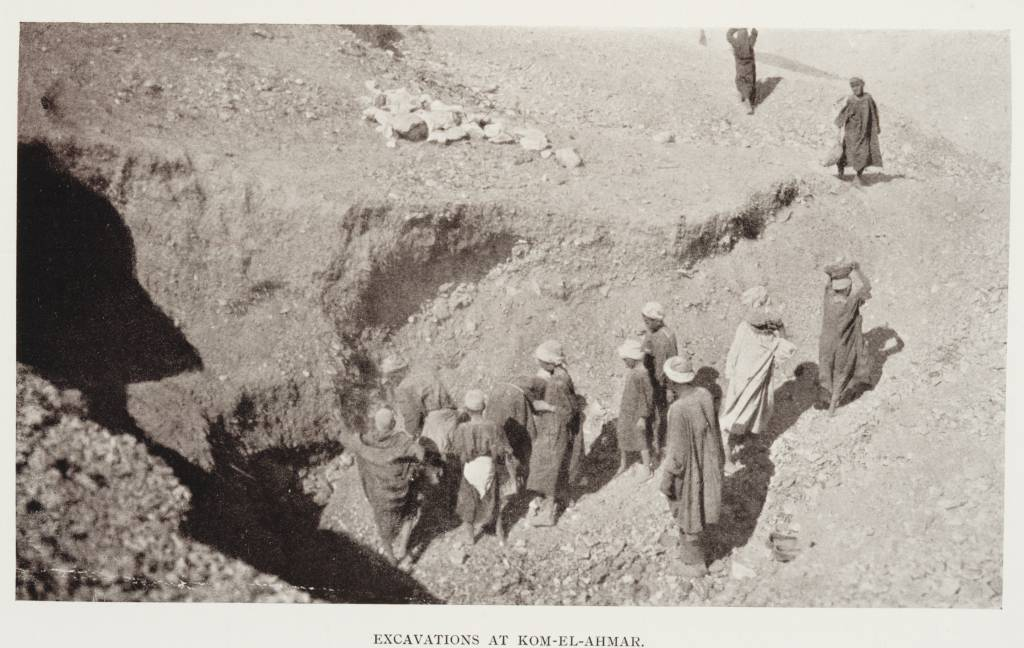
Excavacions a la zona de Neken (1910)

Nekhen és el nom egipci antic de la ciutat anomenada en els temps clàssics Hieracòmpolis. El seu nom modern és Kom al-Ahmar (àrab: الكوم الأحمر, al-Kūm al-Aḥmar, ‘Turó Vermell'). Fou la capital del rei Narmer, abans d'unificar l'Alt i el Baix Egipte, i a la vora es va localitzar, l'any 2005, una necròpoli predinàstica. Més tard fou la capital del nomós III de l'Alt Egipte. Està situada uns 650 km al sud del Caire, entre les ciutats d'Esna i Edfú.

## Història i significació
Era coneguda com a «la ciutat dels falcons», perquè el déu adorat a la ciutat era el falcó (Horus). Vers el 3300 aC va substituir Nubt (Naqada) en l'hegemonia. Narmer (Nemes) fou sobirà de Nekhen abans de ser faraó de l'Alt i el Baix Egipte. Han quedat a la ciutat algunes restes de temples dels faraons Narmer i Khasekhemui, però en no esdevenir capital de l'Egipte unificat va perdre importància, tot i que fou objecte d'atenció per part d'alguns faraons. A l'Imperi Nou la capital de la província (el nomós III de l'Alt Egipte, anomenat Ten o Capella rural) va passar a Nekheb o Eileithiàspolis (El-Kab), a la vora oposada del riu, ciutat dedicada a la deessa Nekheb (de forma de voltor).

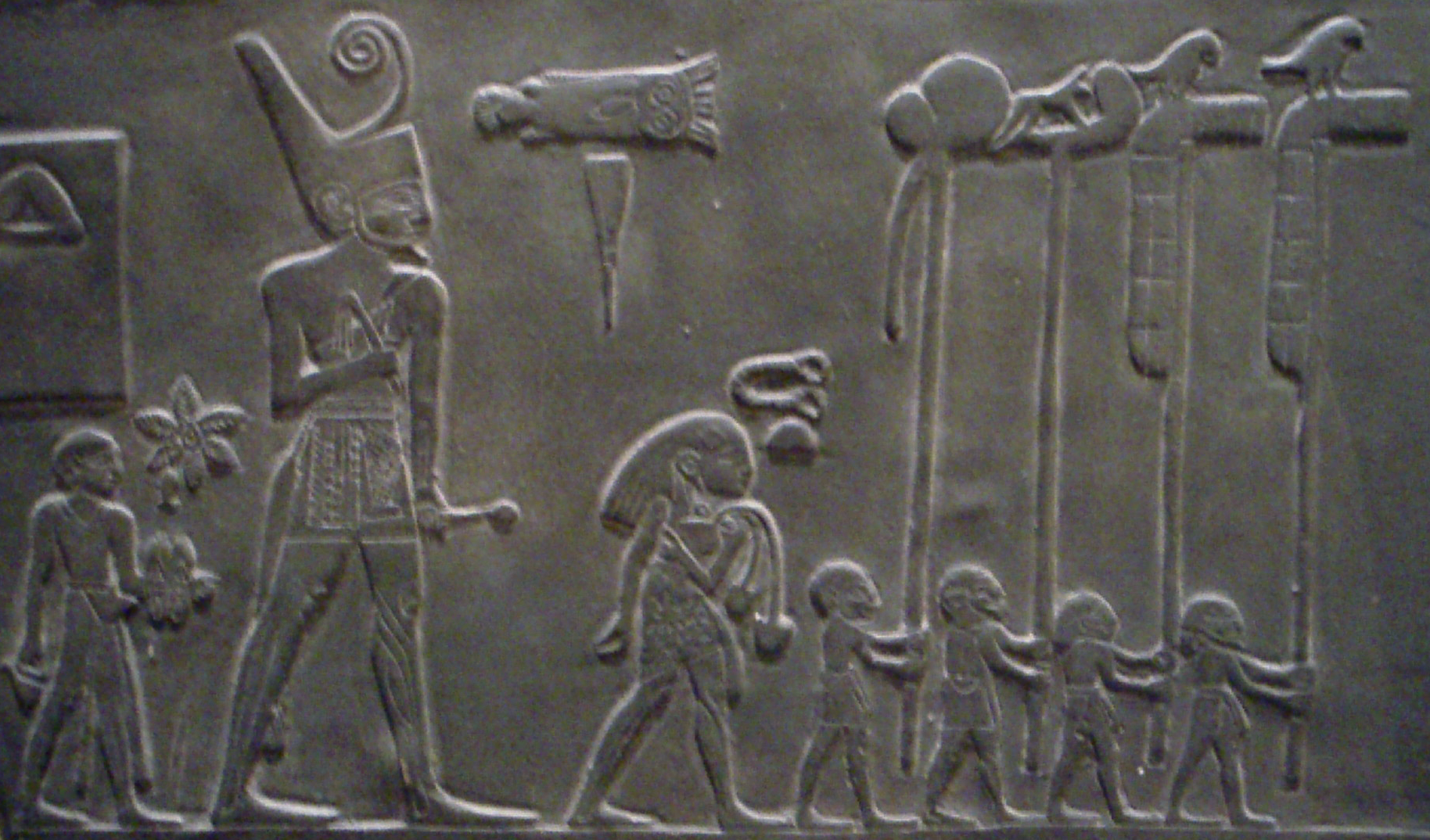
Detall de la paleta de Narmer.

A Hieracòmpolis es va trobar la famosa Paleta de Narmer, datada el 3168 aC, avui al Museu d'Antiguitats Egípcies, que explica la victòria del rei al Delta i la unificació d'Egipte. Altres troballes destacades foren: la primera estàtua humana de mida natural (c. 3000 aC), la primera tomba decorada amb pintures (predinàstica); els més llargs ganivets de pedra (c. 3100 aC), l'estàtua de metall més antiga (corresponent al faraó Pepi i datada prop del 2200 aC), la imatge destinada al culte més antiga del món (c. 2300 aC), la casa més antiga que es conserva (3600 aC), la primera fàbrica (c. 3600 aC), el temple més antic (3400 aC), la primera mòmia (3600 aC), el primer pentinat (3500 aC), el primer zoològic (3500 aC), la primera tomba per a un elefant (3500 aC), i altres. També s'hi han trobat molts altres objectes, alguns dels quals relacionats amb el culte a Horus, estàtues del faraó Khasekhemui (c. 2700 aC), joies i ceràmiques. S'hi han localitzat també tombes excavades a la roca decorades amb inscripcions de les dinasties VI a XVIII.

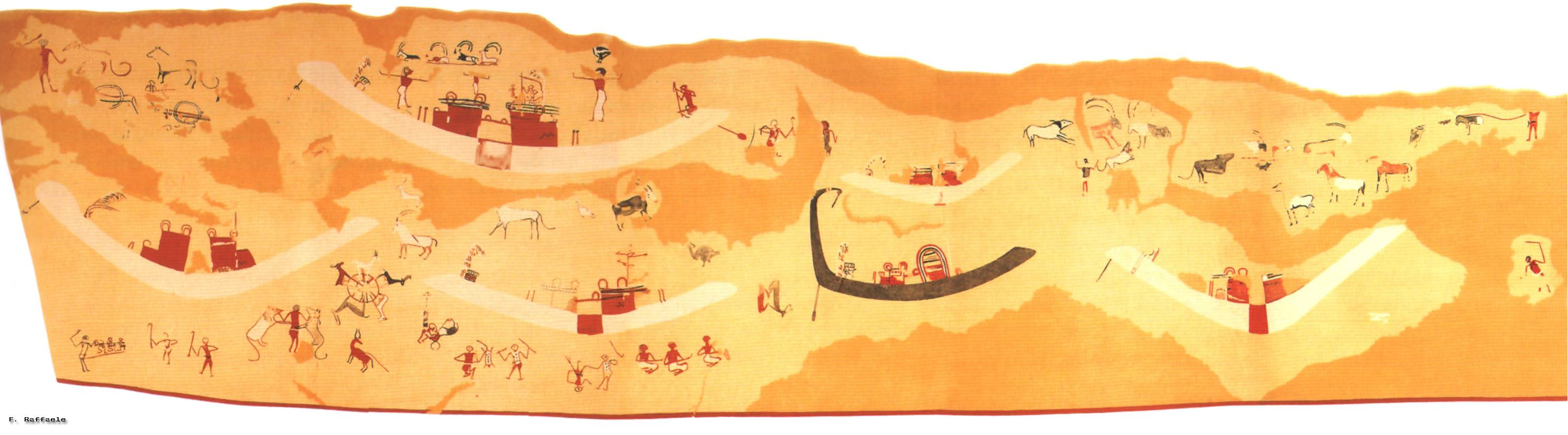
Reproducció de les pintures de la Tomba 100.

## El temple d'Horus
El temple dedicat al patró de la ciutat, el déu Horus, ocupava una sisena part de l'espai, i fou descobert durant les excavacions de la darreria del segle xix per J. E. Quibell i F. W. Green. Les ofrenes al temple eren dipositades en un forat conegut com el «Dipòsit principal» on es van trobar importants objectes, com la Paleta de Narmer, el cap de la maça cerimonial de pedra calcària del rei Escorpí II, barques de pedra, figures d'ivori i altres.
Hi van trobar igualment monuments de tots els períodes posteriors, entre els quals destaquen dues grans estàtues de coure de Pepi I (dinastia VI) i de Merenre, i una estela de granit de Pepi I acompanyat d'Horus i Hathor.

## El «Fort»
Al costat d'un rierol hi ha una estructura de maons coneguda com «el Fort», que és el clos cerimonial del faraó Khasekhemui, l'últim rei de la segona dinastia. No es coneix la funció exacta d'aquest recinte, però sembla que podria tenir la mateixa finalitat que les «fortificacions» o «forts» d'Abidos, i, com aquests, segurament servien per a rituals o altres actes religiosos o culturals relacionats amb el mateix faraó, i no tindrien finalitats militars.

## La tomba pintada
Una mica més al sud es troba una famosa tomba decorada amb pintures del final del període predinàstic, coneguda com a «Tomba 100», actualment malmesa. Es tracta de la tomba més antiga que es coneix amb murals sobre parets de guix. Es creu que data del període Naqada IIc (entre el 3500 i el 3200aC). Les imatges que hi apareixen mostren temes representats durant tota la història de l'antic Egipte: animals, plantes, éssers humans, una processó funerària en barques pel Nil, etc.

## El zoològic
El 2009 es van descobrir a Hieracòmpolis les restes d'un antic zoològic que data del 3500 aC. Entre les restes que s'hi van trobar hi ha animals exòtics com ara hipopòtams, antílops, elefants, papions i gats salvatges.

## Excavacions
Fou explorada en primer lloc per Vivant Denon, membre del cos expedicionari de Napoleó, el 1798, durant la campanya d'Egipte. Els egiptòlegs anglesos Quibell i Green hi van ser el 1897. D'ells és el descobriment de la Paleta de Narmer i del cap de maça. Garstang hi va treballar el 1905 i el 1906, De Morgan el 1908, Burton el 1927, i Lansing el 1934.
Hoffman va supervisar un equip multidisciplinari que va estar excavant a Hieracòmpolis durant 35 anys, fins a la mort de Hoffman el 1990. Barbara Adams, que havia treballat amb l'equip de Hoffman, va prendre el relleu i va continuar excavant a la zona, en col·laboració amb Renée Friedman, fins a la seva mort el 2002. Friedman continua els treballs d'excavació i de restauració a la zona. Les expedicions arqueològiques actuals segueixen traient a la llum noves troballes.